# Tsonga
Tsonga (Szangana) – grupa ludów afrykańskich, zamieszkujących głównie tereny Mozambiku na południe od rzeki Sabi oraz pograniczne tereny Zimbabwe, Południowej Afryki i Eswatini. Posługują się blisko spokrewnionymi językami grupy tswa-ronga z rodziny bantu. W 1987 roku liczba ludności Tsonga sięgała 2 milionów osób. Na początku XIX wieku ulegli plemionom Nguni z terenów dzisiejszego RPA, a ich ziemie zostały włączene w skład królestwa Gaza. Po przejęciu ziem dzisiejszego Mozambiku przez Portugalię rozpoczęły się migracje zarobkowe ludów Tsonga najpierw do kolonii burskich, następnie do Związku Południowej Afryki (obecnie RPA). We współczesnym Mozambiku jest to najbardziej dynamiczna grupa ludności.